# Atherinomorus lacunosus
Atherinomorus lacunosus är en fiskart som först beskrevs av Forster, 1801.  Atherinomorus lacunosus ingår i släktet Atherinomorus och familjen silversidefiskar. Inga underarter finns listade.

## Bildgalleri

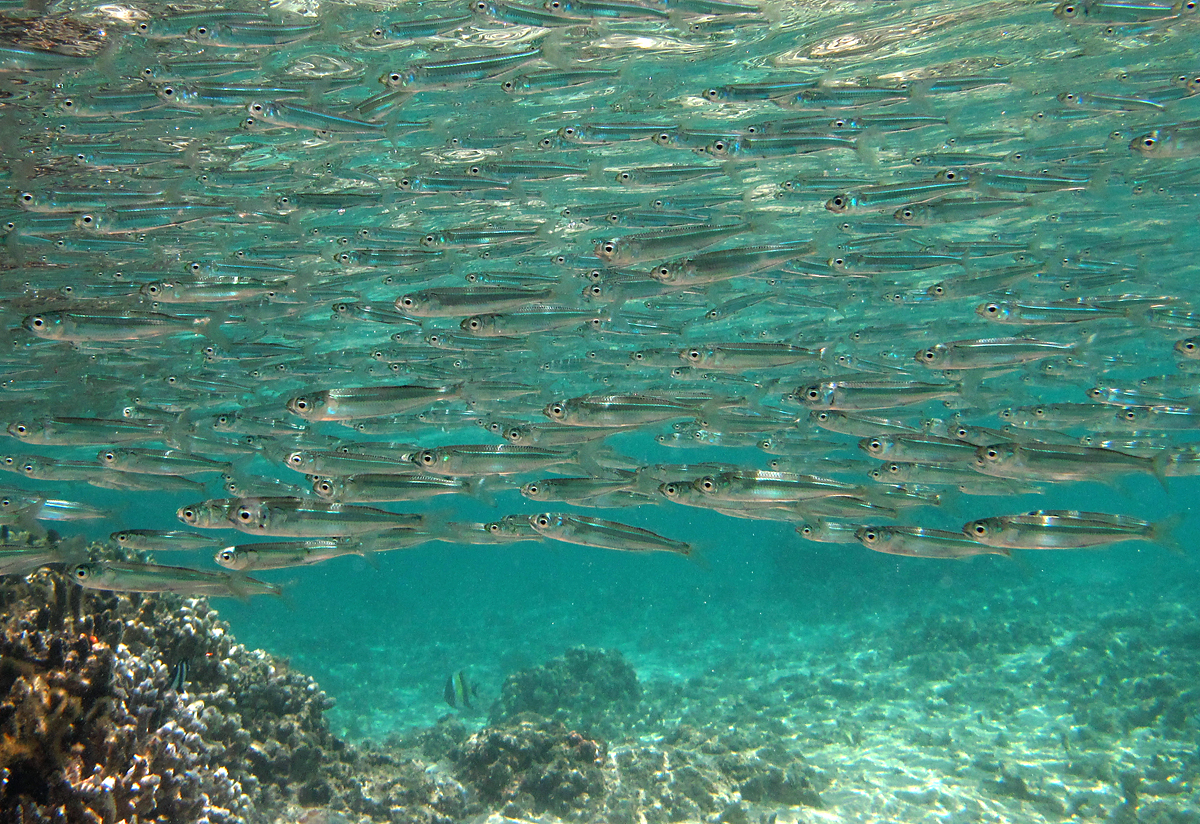